# Dennis Carracedo Ferrero
Dennis Carracedo Ferrero (Gerona, 30 de abril de 1999) es un deportista español que compite en remo.
Participó en los Juegos Olímpicos de París 2024, ocupando el octavo lugar en la prueba de doble scull ligero (junto con Caetano Horta).